# Лоя, Оскар

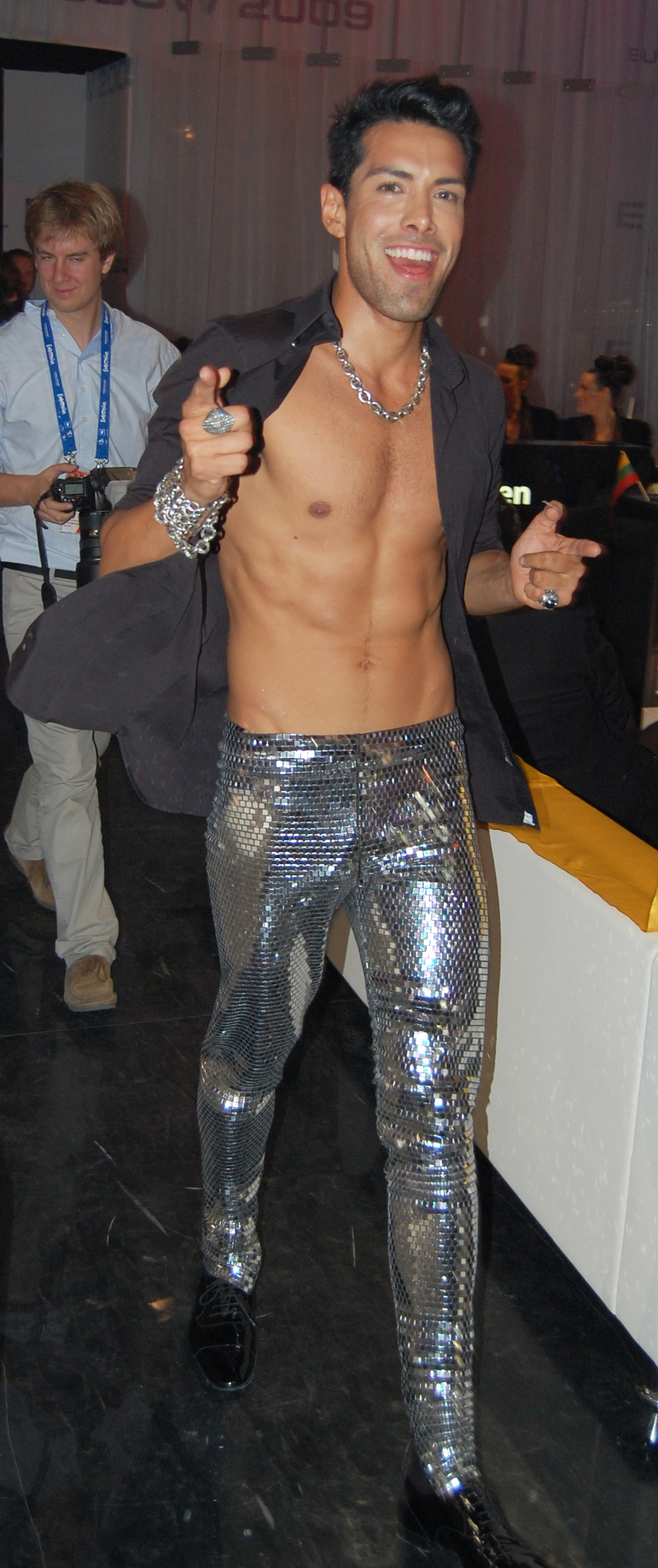
Оскар Лойя в финале Евровидения 2009

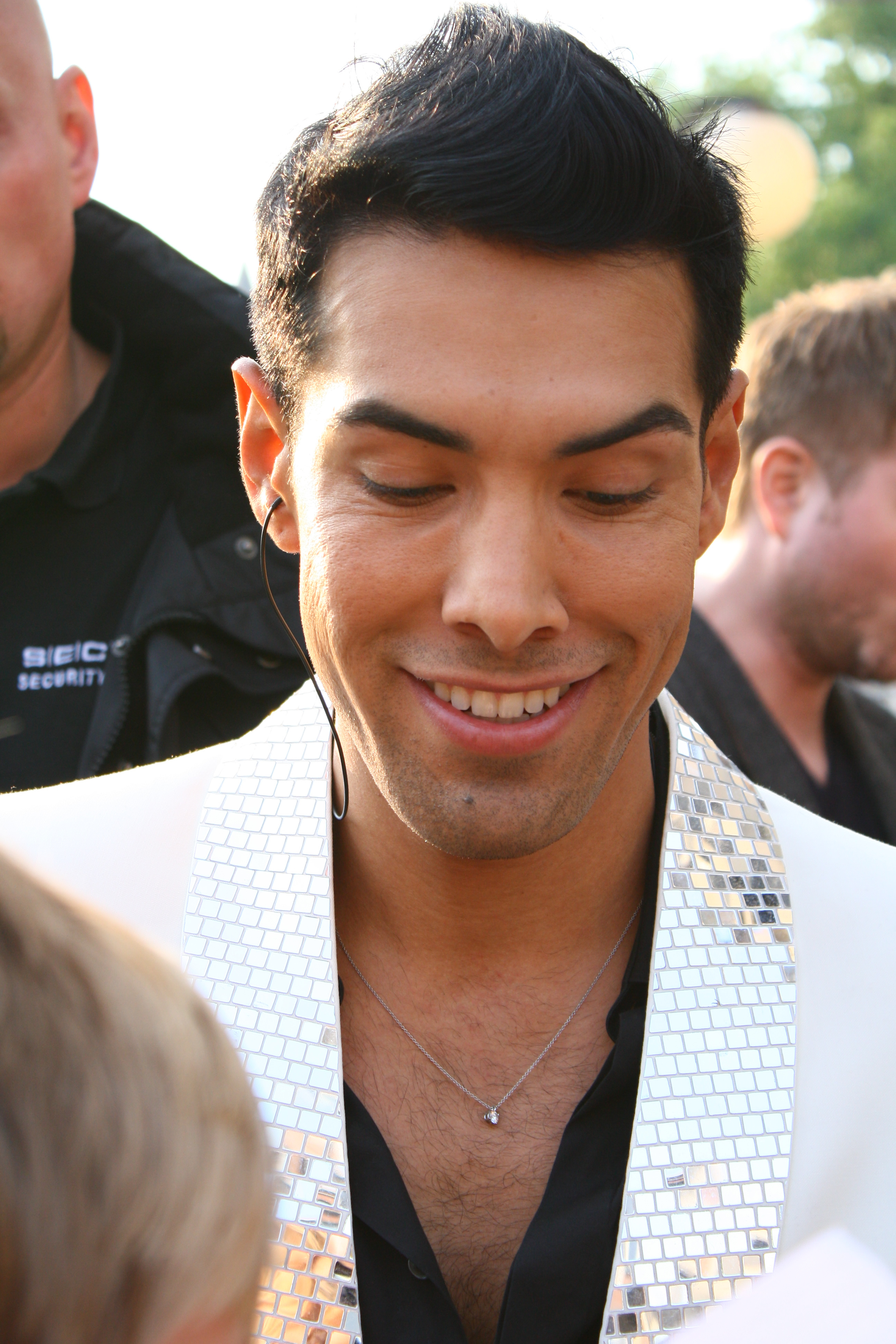

Оскар Лоя (англ. Oscar Loya; род. 12 июня 1979, Индио, Калифорния, США) — американский певец, представлявший Германию на Евровидении 2009 вместе с Алексом Кристенсоном. Открытый гей.

## Евровидение 2009
На Евровидении Оскар Лойя и Алекс Кристенсен заняли 20-е место. Для выступления в финале они пригласили звезду бурлеска Диту Фон Тиз.